# Sigismond III d'Anhalt-Dessau
Sigismond III d'Anhalt-Dessau  (né vers 1456 - mort le 27 novembre 1487), fut un prince de la maison d'Ascanie corégent d'Anhalt-Dessau de 1474 à 1487.

## Biographie
Sigismond III est le second des fils du prince Georges Ier d'Anhalt-Dessau né de sa quatrième union avec Anne de Lindow-Ruppin.
Georges Ier d'Anhalt-Dessau (mort en 1474) décide en 1471 de remettre le gouvernement des États qu'il avait réunis au cours de son long règne entre les mains de ses fils. Il répartit entre eux ses possessions. Ernest et Sigismond III reçoivent conjointement la principauté d'Anhalt-Dessau. Valdemar VI le fils ainé né de la 3e union de Georges Ier et son demi-frère Georges II deviennent corégents de la principauté d'Anhalt-Köthen dans le cadre de l'accord passé avec le prince Adolphe Ier d'Anhalt-Köthen dont les fils étaient devenu des clercs mais Georges II renonce rapidement à sa corégence. Enfin le cadet Rodolphe bien que reconnu formellement comme corégent ne reçoit qu'une somme d'argent et préfère se destiner la carrière des armes. La partie de la principauté d'Anhalt-Bernbourg, qui en 1468 est revenu par héritage à Georges Ier est gouvernée conjointement par l'ensemble des frères. 
Sigismond III était connu sous le surnom de « patronus clericorum » était réputé pour sa  piété. Il s'engage en 1476, accompagné par le duc Albert III de Saxe à effectuer un pèlerinage à Jérusalem, déjà très malade lorsqu'il atteint Rhodes il est contraint de faire demi-tour et il meurt avant de rentrer à Dessau. Ainsi disparait le premier des fils de Georges Ier célibataire et sans enfant. Sa succession est assurée par ses trois frères.